# Айсберг (конструкторское бюро)
ПАО ЦКБ «Айсберг» — российское конструкторское бюро, специализирующееся на разработке проектов ледоколов, вспомогательных и специальных судов, а также плавучих энергоблоков.
Из-за вторжения России на Украину, бюро находится под международными санкциями Евросоюза, США и других стран.

## История
Расположено в Санкт-Петербурге. Основано в 1947 г. постановлением Совета Министров СССР от 22.05.1947 № 1668-448С как ЦКБ «Л» (ледоколостроение). В разные годы также носило названия СКБ-194, ЦКБ-15. В 1966 году было переименовано в Центральное конструкторское бюро «Айсберг».

### 1940-е — 1950-е годы

#### Атомный ледокол «Ленин» (проект 92)
В 1953 году Советом министров СССР было принято постановление о проектировании и постройке ледокола с ядерной энергетической установкой для Северного морского пути. Разработка проекта была возложена на ЦКБ-15 .
В 1954 году бюро приступило к проектированию судна, которому было присвоено наименование «Ленин». Первые рабочие чертежи атомного ледокола были переданы заводу-строителю в 1955 году, в июле следующего года на Адмиралтейском заводе состоялась закладка судна, а 3 декабря 1959 года Государственной приёмочной комиссией был подписан акт приёмки.
На момент своей закладки «Ленин» был первым атомным надводным кораблём и первым атомным гражданским судном.
За успешное выполнение задания Правительства по созданию атомного ледокола «Ленин», указом Президиума Верховного Совета СССР от 14 мая 1960 года, ЦКБ-15 было награждено орденом Ленина. Начальнику ЦКБ — главному конструктору проекта В. И. Неганову присвоено звание Героя Социалистического Труда.

#### Плавучая база перезарядки реакторов (проект 325)
В 1957 году было принято совместное решение Министерства морского флота СССР и Министерства судостроительной промышленности СССР о разработке проекта 325 — плавучей базы . По техническому проекту разработанному конструкторским бюро в 1961 году Адмиралтейский завод выполнил переоборудование сухогруза «Лепсе» в плавбазу. В период с 1963 по 1981 год «Лепсе» эксплуатировался как судно обеспечения для ледоколов с ЯЭУ. В 1981 году судно было переоборудовано в хранилище отработавшего ядерного топлива, радиоактивных отходов, оснастки .

#### Плавучая техническая база (проект 326)
Постановлением Правительства СССР ЦКБ-15 предписывалось создать ПТБ для выполнения полного комплекса работ по перезарядке реакторов ЯЭУ. Главным конструктором проекта был назначен Б. А. Олигер.

#### Танкеры (проекты 328, 1783 и 1783А)
Серия танкеров разработанных ЦКБ в конце 50- х начале 60-х годов, под руководством главного конструктора проекта Б. А. Олигера. Особеностью в решении проекта 328 было использование корпус несамоходного лихтера и использование коффердам при размещении ёмкостей.

### 1960-е — 1970-е годы

#### Плавучие базы обеспечения (проект 1886)
В начале 1960-х под руководством главного конструктора И. Г. Когана был разработан проект плавучей базы. В качестве конструкторского решения принят двухвинтовой трёхпалубный дизель-электроход. Плавбаза проекта 1886. Решала следующие задачи:
- выполнения мелкого аварийного и навигационного ремонтов;
- обеспечения судов дизельным топливом, пресной водой, продовольствием и другими видами снабжения;
- выполнения мелкого аварийного и навигационного ремонтов;
- подачи электроэнергии на корабли во время их швартовки к плавбазе.

#### Плавучая техническая база (проект 2020)
В середине 1970-х в СССР было принято решение о строительстве самоходных плавучих технических баз. В ЦКБ «Айсберг» под руководством главного конструктора проекта И. Г. Когана был выполнен проект такой ПТБ, получивший номер 2020.
К технологическим особенностям проекта следует отнести применение плоскогранных обводов корпуса, что позволило формировать корпуса строящихся ПТБ с высокой степенью технологичности. Применённые обводы плавбазы и 12 технических решений признаны изобретениями.
На Черноморском судостроительном заводе в г. Николаев с 1984 по 1989 год было построено 3 базы по данному проекту.

#### Плавучая техническая база перезарядки реакторов (проект 1948)
В связи с вступлением в строй атомных ледоколов с АППУ нового поколения появилась необходимость создания ПТБ, которая должна соответствовать достижениям техники и требованиям безопасности при перезарядке реакторов. Согласно Решению МСП в ЦКБ под руководством главного конструктора И. Г. Когана (на основе проекта 1590П серийного лесовоза) был разработан технический проект ПТБ.
Технический проект был утверждён в 1977 г. ПТБ получила наименование «Имандра». ПТБ «Имандра» с 1981 г. используется для перезарядки реакторов всех атомных ледоколов и лихтеровоза «Севморпуть».

#### Ледоколы типа «Арктика» (проекты 10520 и 10521)
Ледоколы типа «Арктика» (проекты 10520, 10521) — это самый массовый проект атомных ледоколов: к ним относятся шесть построенных в СССР и России атомных ледоколов из десяти. Первый из них, «Арктика», был первым судном, достигшим Северного полюса в надводном плавании.

#### Судно связи (проект 1826)
Серия судов связи спроектированная конструкторским бюро во второй половине 70-х, оснащеные дизельной ГЭУ, автономностью 60 суток, современными средствами радиотехнического, гидроакустического наблюдения, что позволяло решать стоящие перед ним задачи на просторах Мирового океана .
Строительство судов осуществлялось на судостроительном заводе «Янтарь» в Калининграде. Всего в период с 1976 по 1987 гг. по проекту 1826 было построено четыре судна: «Лира», «Азия», «Прибалтика» и «Беломорье».

### 1980-е — 1990-е годы

#### Ледоколы «Таймыр» и «Вайгач» (проект 10580)
В конце 1980-х годов ЦКБ «Айсберг» принимает участие в международной кооперации в судостроительной отрасли.
В 1989—1990 годах на верфи «Хольстрем Хисталахти» (Финляндия), по разработанному бюро проекту были построены два ледокола «Таймыр» и «Вайгач». Главной особенностью проекта стали технические решения, позволившее судну с ЯЭУ сохранить малую осадку и выполнять работы в устьях рек.

### XXI век

#### Ледоколы проекта 22220 типа «Арктика» (ЛК-60Я)
Ледоколы проекта 22220 типа «Арктика» (ЛК-60Я) — новый класс универсальных двухосадочных (способных менять осадку в процессе эксплуатации) атомных ледоколов. Предназначены для замены ледоколов классов «Арктика» и «Таймыр» по мере их вывода из эксплуатации из-за исчерпания ресурса. Один ледокол класса ЛК-60Я позволит заменить одновременно один ледокол класса «Арктика» и один класса «Таймыр».

#### ПАТЭС Академик Ломоносов (проект 20870)
Плавучий энергетический блок (ПЭБ) «Академик Ломоносов» — это головной проект серии мобильных транспортабельных энергоблоков малой мощности. Он предназначен для работы в составе плавучей атомной теплоэлектростанции (ПАТЭС) и представляет собой новый класс энергоисточников на базе российских технологий атомного судостроения.
Атомная тепловая электростанция малой мощности (АТЭС ММ) на базе ПЭБ предназначена для энергообеспечения труднодоступных районов Крайнего Севера и Дальнего Востока.
Технический проект ПЭБ разрабатывался во исполнение поручения Правительства РФ от 03.06.1994 и ТЗ на проектирование от 25.08.1994. ГКП был назначен Д. М. Клыков.
Совместным Решением Минатома, Концерна «Росэнергоатом» и Российского агентства по судостроению от 23.10.2002 № СР-1052-2002 технический проект ПЭБ был утверждён.
01.10.2009 ГКП был назначен Г. А. Макеев. На судостроительный завод от ЦКБ была направлена группа технического сопровождения постройки под руководством Ю. В. Дорогова. Несмотря на все сложности, корабелы делали всё возможное, чтобы выполнить намеченные планы по строительству ПЭБ.
30.06.2010 головной ПЭБ «Академик Ломоносов» был спущен на воду и пришвартован к достроечной стенке.
Балтийский завод развернул широкий фронт работ по достройке ПЭБ. Г. А. Макеев в должности ГКП полностью сосредоточился на обеспечении сдаточной и эксплуатационной документации головного заказа проекта 20870. Группу авторского надзора и технического сопровождения постройки возглавил А. В. Зайцев. Для того что бы провести все запланированные и непредвиденные работы, в том числе касающихся решения дополнительных инженерных вопросов по испытанию приёмо-передающих устройств тепла и электроэнергии с ПЭБ на берег, принято решение по корректировке графика постройки и обеспечения сдачи ПЭБ заказчику.

#### Проект 22770
В 2018 году ЦКБ «Айсберг» был разработан проект самоходного многофункционального судна атомно-технологического обслуживания (проект 22770) неограниченного района плавания, включая арктические районы, с дизельной энергетической установкой. Судно предназначено для обеспечения эксплуатации действующих, строящихся, перспективных атомных ледоколов и морских судов с ядерной энергетической установкой и проведения следующих основных технологических операций:
- выгрузка отработанного ядерного топлива из реакторных установок обслуживаемых судов;
- загрузка свежего ядерного топлива в реакторные установки обслуживаемых судов;
- приём, хранение и выдача жидких радиоактивных отходов, образующихся в процессе эксплуатации судовых реакторных установок, а также в процессе перегрузки ядерного топлива.

31 декабря 2022 года распоряжением премьер-министра выделено из бюджета более 12 млрд рублей на строительство судна; предполагаемая общая стоимость судна составляет около 24,8 млрд рублей. Строительство судна должно быть закончено в 2029 году.

### Руководители
- Гнесин Борис Яковлевич (июль 1947 — декабрь 1949)[11]
- Неганов Василий Иванович (декабрь 1949 — май 1962)
- Перевозчиков Андрей Егорович (май 1962 — август 1978)
- Демьянченко Виктор Яковлевич (август 1978 — июль 1992)
- Макеев Анатолий Николаевич (июль 1992 — январь 2014)
- Рыжков Александр Вениаминович (февраль 2014 — настоящее время)

Главный конструктор — Наталья Булюкина.

## Перспективы
ЦКБ «Айсберг» планирует проводить работу по проектированию плавучих тепловых электростанций мощностью 40-300 мегаватт для снабжения электроэнергией труднодоступных территорий Дальнего востока и Камчатки, а также объектов в устьях крупных северных рек. Также рассматриваются варианты разработки и производства плавучих тепловых электростанций для стран зарубежья, в частности островных государств Азиатско-Тихоокеанского региона.

## Направления деятельности
- Проектирование и сопровождение строительства ледоколов c ЯЭУ и дизель-электрической ЭУ.
- Проектирование и сопровождение строительства плавучих электростанции мощностью 20-300 МВт (с генерирующими модулями работающими на: дизельном/газовом/ядерном топливе).
- Проектирование и сопровождение строительства судов обеспечения.
- Проектирование многоцелевых оффшорных судов и судов обеспечения морских нефтепромыслов.
- Проектирование научно-исследовательских и гидрографических судов.

## Выполненные проекты
- Атомный ледокол «Ленин»
- Ледоколы типа «Арктика»
- Серия транспортных дизель-электроходов типа «Амгуэма»
- Научно-экспедиционные суда (НЭС) «Михаил Сомов» и «Отто Шмидт»
- Плавучие базы для обслуживания флота (плавтехбаза Имандра)
- Плавучая атомная теплоэлектростанция «Академик Ломоносов»
- В кооперации с фирмой «Вяртсиля Марин» (Финляндия) построены ледоколы с ограниченной осадкой «Таймыр» и «Вайгач»

## Награды

### Лауреаты Ленинской премии
За создание атомного ледокола «Ленин»:
- Гнесин Борис Яковлевич
- Агафонов Николай Александрович
- Брандаус Александр Иванович
- Березин Павел Петрович
- Горбатенко Николай Константинович

### ЛауреатыГосударственных премий
За создание атомного ледокола «Арктика»:
- Демьянченко Виктор Яковлевич
- Фрейман Рувим Юдович
- Горбунов Борис Александрович
- Чуркин Александр Васильевич

За создание корабля специального назначения:
- Морозов Алексей Иванович
- Машин Валентин Николаевич

За разработку новой технологии производства плакирования ферритных материалов, создание специальных марок стали и внедрение их в различные отрасли народного хозяйства:
- Калинин Анатолий Павлович

### Лауреаты премии Правительства Российской Федерации
За создание научно-технической базы и внедрение комплекса технологий увеличения срока эксплуатации и повышения безопасности атомных ледоколов с водо-водяными реакторами:
- Макеев Анатолий Николаевич
- Фрейман Рувим Юдович

### Заслуженные конструкторы Российской Федерации
- Широков Евгений Алексеевич
- Фрейман Рувим Юдович
- Воробьёв Владимир Михайлович